# Ołowskie
Ołowskie – wieś sołecka w Polsce położona w województwie mazowieckim, w powiecie ostrowskim, w gminie Nur.
Wierni Kościoła rzymskokatolickiego należą do parafii św. Jana Apostoła w Nurze.

## Historia
Miejscowość założona w XV lub na początku XVI w..
Spis podatkowy z roku 1578 wymienia wieś zagrodową Ollowie w parafii Nur o powierzchni 9 włók, zamieszkaną przez drobną szlachtę, najczęściej przez Ołowskich.
Pod aktem elekcji królewskiej z roku 1697 podpisało się trzech Ołowskich pochodzących z Ziemi nurskiej: Bartłomiej, Mateusz i Mikołaj.
Niektórzy właściciele wsi:
- 1578 – Mateusz, Walenty, Augustyn
- Spis ziemian z roku 1784 wymienia: Ołowskich, Złotkowskich, Murawskiego, Myśliborskiego oraz Aleksandra Ossolińskiego.

W latach 1841–1856 Karol Ołowski był komornikiem przy sądzie apelacyjnym Królestwa Polskiego.
Według spisu z roku 1921 we wsi było 15 domów i 107 mieszkańców, w tym 6 Żydów.
W latach 1954–1959 wieś należała i była siedzibą władz gromady Ołowskie, po jej zniesieniu w gromadzie Nur. W latach 1975–1998 miejscowość położona była w województwie łomżyńskim.